# Niklaus Glaser
Niklaus „Magerfritz“ Glaser (* vor 1433; † 1460 in Bern) war ein Glasmaler.

## Leben
Glaser ist möglicherweise Teil der gleichnamigen Basler Künstlerfamilie. Im Jahr 1433 fand er erstmals Erwähnung in Rechnungen an den Berner Seckelmeister, die für Reparaturen an Fenstern des Rathauses ausgestellt wurden. Im Jahr 1447 erhielt er den Auftrag für das Zehntausend-Ritter-Fenster im Chor des Berner Münsters, das er zwischen 1448 und 1450 gemeinsam mit dem Basler Maler Meister Bernhart sowie seinen Gesellen ausführte.
Es wird vermutet, dass zwischen 1450 und ca. 1455 in Glasers Werkstatt auch die übrigen Glasmalereien des Münsterchors mit Ausnahme des 1441 entstandenen Passionsfensters entstanden. Die Fenster gelten als das bedeutendste Ensemble der spätgotischen Glasmalerei in der Schweiz. Neben der Leidensgeschichte der Zehntausend Ritter gestaltete Glaser auch das Dreikönigsfenster (1448–1454), das Wurzel-Jesse-Fenster (nach 1451) und das Hostienmühlenfenster (vor 1455).
Glasers Werkstatt, die er später mit seinem Vetter Peter Glaser führte, wurde 1458 letztmals genannt. Sein Vetter führte die Werkstatt nach dem Tod Glasers weiter und führte noch bestehende Aufträge aus.